# Clarenville Area Soccer Association
De Clarenville Area Soccer Association (afgekort CASA) is een lokale voetbalbond en tevens voetbalclub uit de Canadese provincie Newfoundland en Labrador. De vereniging is gevestigd in de Newfoundlandse gemeente Clarenville en houdt zich voornamelijk bezig met jeugdvoetbal. Het is de enige voetbalvereniging in het gebied tussen Gander en de regio van St. John's.
De vereniging werd opgericht in 2001 en is aangesloten bij de voetbalbond van Newfoundland en Labrador. Ze heeft bordeaux en zwart als clubkleuren.

## Ploegen en organisatie
CASA biedt jeugdvoetbal aan, gaande van peuters tot jongvolwassenen. Anno 2023 hanteerde CASA bij haar zomerprogramma acht leeftijdscategorieën, gaande van de U3 (jonger dan 3 jaar) tot en met de U17 (jonger dan 17 jaar). Er zijn zowel teams voor meisjes als jongens, al zijn de reeksen van de peuters en kleuters steeds gemixt.
De jeugdploegen van CASA komen iedere lente uit in de Metro League. Dit is een jeugdcompetitie voor verscheidene leeftijdscategorieën tussen ploegen van verschillende Oost-Newfoundlandse lokale voetbalbonden. De wedstrijden vinden steeds plaats op verplaatsing in de (dichtbevolkte) regio van St. John's.
De vereniging organiseert daarnaast iedere zomer trainingen, kampen en vriendschappelijke wedstrijden voor kinderen. Onder de paraplu van de provinciale voetbalbond worden er jaarlijks bij CASA ook opleidingen voor jeugdscheidsrechters georganiseerd. In de herfst en winter liggen de voetbalactiviteiten stil.
De ploegen van CASA staan bij wedstrijden ook wel bekend onder de bijnaam de Clarenville Clash. Af en toe worden er ook vriendschappelijke wedstrijden gehouden tussen volwassenenteams, voor zowel dames als heren, al ligt de focus van de club vrijwel uitsluitend op jeugdvoetbal.

## Terrein
De teams van CASA werken hun wedstrijden af op het gemeentelijke voetbalveld dat zich bevindt achter de Clarenville Middle School. Het huidige terrein werd door het gemeentebestuur aangelegd in 2006 en heeft een 400 meter-piste eromheen. In 2009 werd er met federale overheidssteun een kleedkamer gebouwd en in 2011 werden er met financiële steun van het provinciebestuur enkele kleine houten tribunes rond het veld geplaatst.